# ريتشارد سميث (سياسي أمريكي)
ريتشارد سميث (بالإنجليزية: Richard Smith)‏ هو محامي وسياسي أمريكي، ولد في 22 مارس 1735 في بورلينغتون في الولايات المتحدة، وتوفي في 17 سبتمبر 1803. انتخب أمين صندوق الدولة ‏.